# 熊猫大道站
熊猫大道站位于中华人民共和国四川省成都市成华区蓉都大道与熊猫大道交叉口，是成都地铁3号线的地铁车站，于2016年7月31日启用。因位于熊猫大道而得名。因临近成都大熊猫繁育研究基地，后增设副站名熊猫基地南大门，但仅在本站使用。

## 车站结构

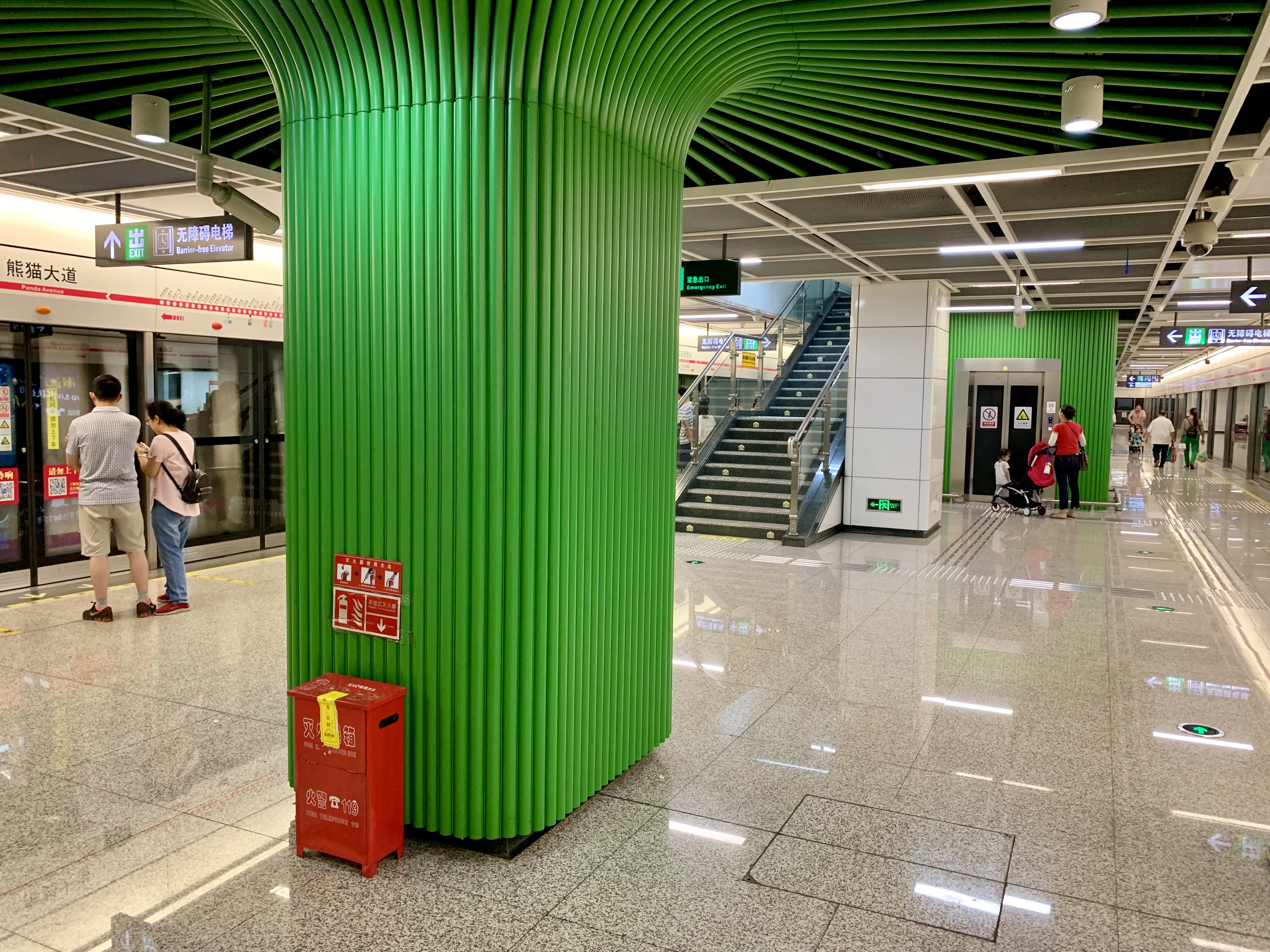
站台层
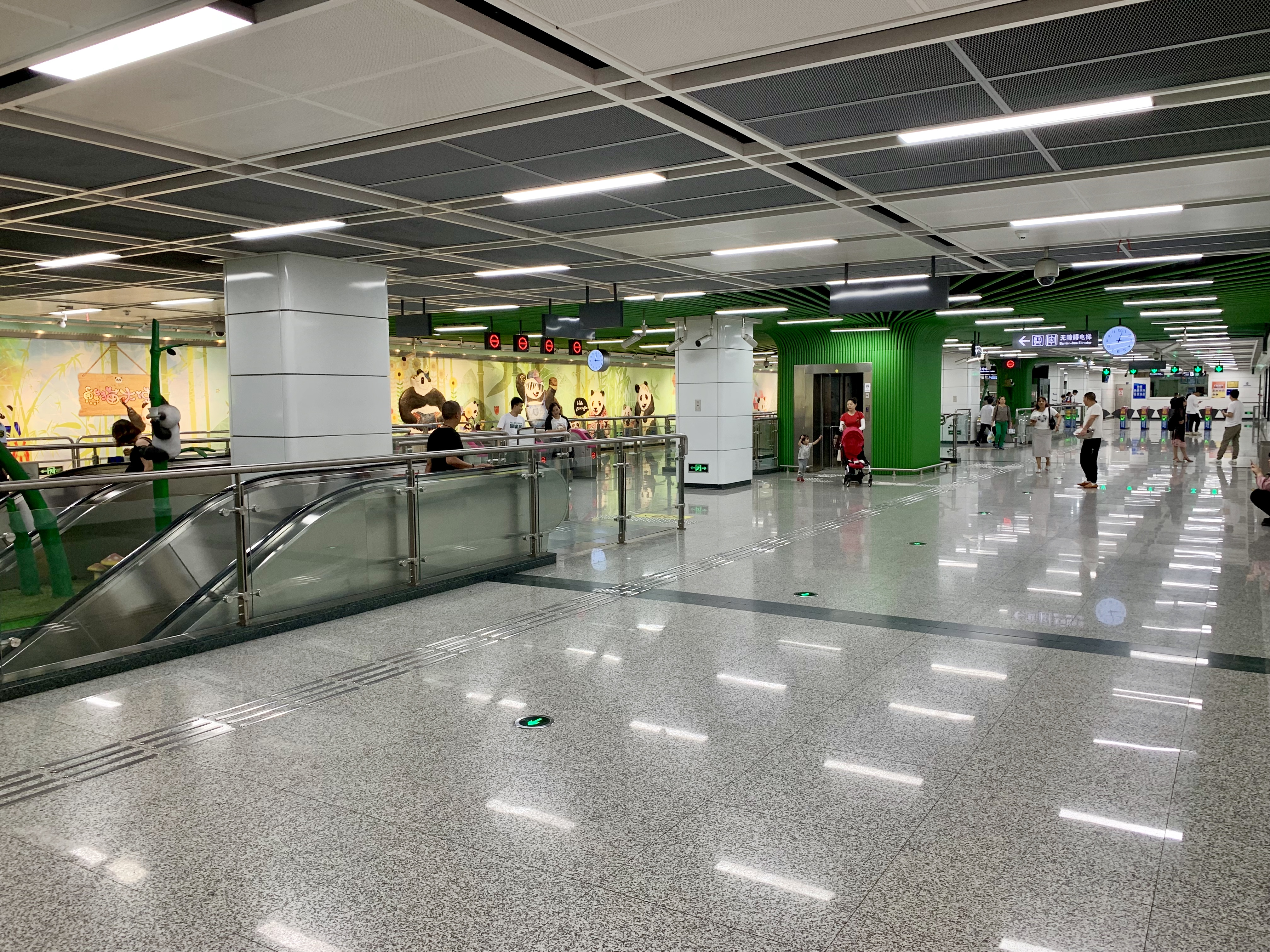
站厅层

熊猫大道站是一个单柱双跨岛式站台明挖车站，设地下二层，车站全长247.7米。
| 地面              | 0    | 出口 |
| 地下一层          | 站厅 | 自助购票 客服中心                                                                                               |
| 地下二层          | 站台 | \| \| \| 3号线往成都医学院（军区总医院） \| \| 島式 · 開左邊车门 \| \| \| \| \| \| 3号线往双流西站（动物园） \| |
|                   |      | 3号线往成都医学院（军区总医院）                                                                                 |
| 島式 · 開左邊车门 |      | |
|                   |      | 3号线往双流西站（动物园）                                                                                       |

## 车站主题
本站文化设计主题为“熊猫文化成为城市名片”。
本站临近成都大熊猫繁育研究基地，大熊猫不仅是成都的一张城市名片，大熊猫繁殖基地更是成都迎接国内外宾客的城市会客厅。本站着力打造大熊猫的可爱形象和成都特有的大熊猫文化，让来到这里的客人不仅在第一时间看到大熊猫，更能感受到成都特有的大熊猫文化。本站通过对站厅立柱仿竹子的设计，以熊猫文化为原点，从熊猫的食物竹子入手进行表现，将站厅营造成竹林的感觉；再搭配以熊猫元素的专题艺术作品，使整个熊猫大道站充满谐趣、绿色生机，营造出一个“竹林深深深几许，竹丛深处有熊猫”的充满意境的空间。

### 艺术壁《熊猫大使》

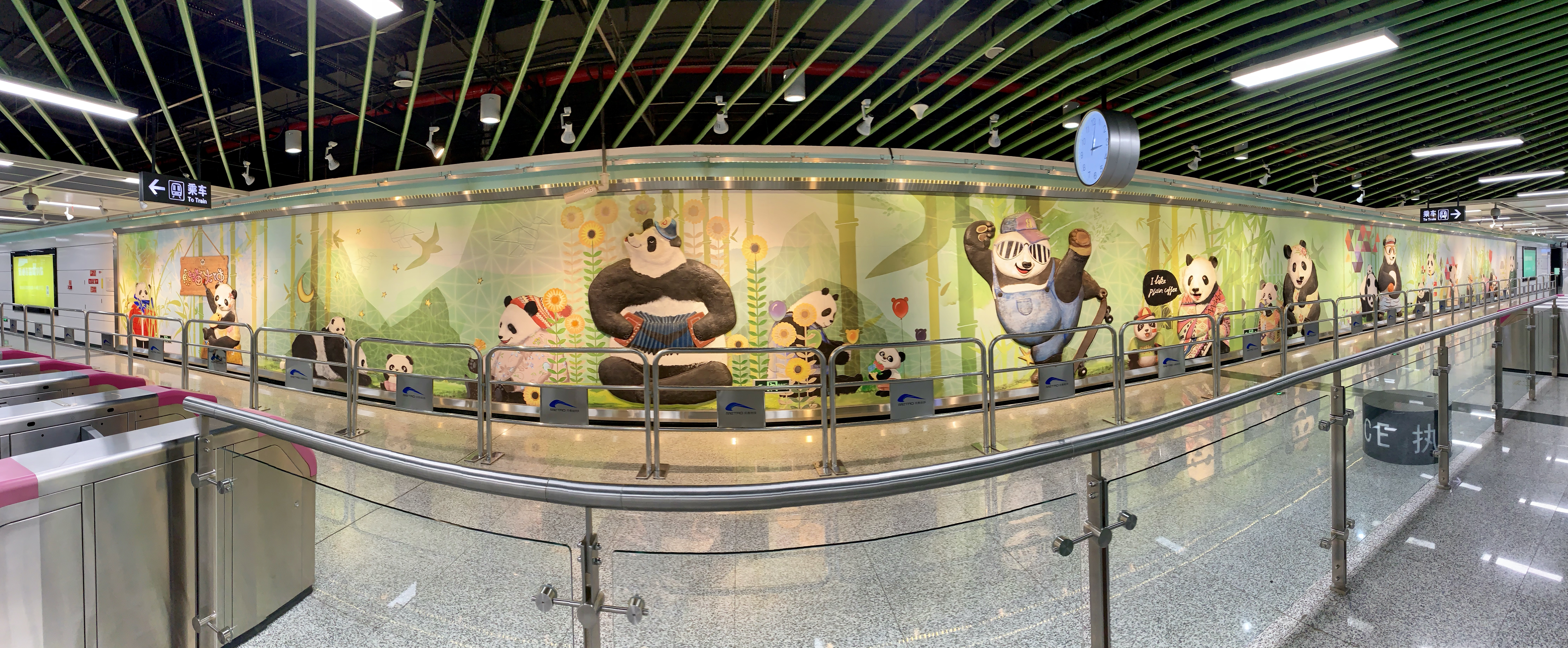
《熊猫大使》艺术墙

本站的艺术壁《熊猫大使》：以描绘熊猫百态为主题，表现大熊猫在栖息环境竹林中憨态可掬的各种形象，在手法上突破传统写实的熊猫形象，以卡通风格的熊猫为主，同时采用拟人化手法赋予熊猫新的趣味和形象。其中的异国风情体现了大熊猫作为中国最重要的“和平大使”，积极促进中国与世界的友谊和相互了解。该作品以水彩墨迹晕染的手法表现幽幽竹林，描绘出大熊猫独特而自然的生存环境，山体采用数码多面体线条表达的艺术处理方式，体现了现代科技的进步为大熊猫的成长和繁衍作出的贡献。

## 车站服务
针对本站小朋友居多的特点，运营公司在车站设置了“物品交换柜”。当小朋友乘车时，可以用手中的气球、小动物等安检违禁物品与交换柜的礼品互换，而出站的小朋友根据自己的喜好在回收物品中领取相应物品。除此之外，还在站厅设立了“爱心服务台”，每逢周末、节假日等大客流时段，车站将根据需要启用“爱心服务岗”，为乘客解答疑问，提供便签纸、针线、创可贴等便民物品，为需要的乘客提供人性化的服务。 

## 出入口
本站目前开放3个出入口。
|          |              |                                            |      |
| 编号     | 设施         | 指示                                       | 照片 |
|          | 无障碍卫生间 | 熊猫大道、熊猫基地直通车、蓉都大道将军碑路 |      |
| 出口 · B | 无障碍电梯   | 蓉都大道将军碑路                           |      |
| 出口 · C |              | 蓉都大道将军碑路（暂不开放）               |      |
| 出口 · D |              | 蓉都大道将军碑路、宜家家居、熊猫基地南大门 |      |

## 公交配套
9路;193路;254路;527路

## 历史
- 2013年4月11日，主体结构封顶[2]；
- 2016年7月31日，正式启用[1]。